# 白馬鎮 (内江市)
白馬鎮（はくばちん）とは、中華人民共和国四川省内江市市中区にある鎮である。

## 地理
面積37.75㎢、総人口5万4000人。

### 行政区画
- 白馬街社区、司馬橋社区、黄石社区、匯鑫社区、新聯村、聯四村、栢樹村、董家村、和平村、千子村、海棠村、湛家村、九盤村、紅蓮村、聯合村、雲壇村、双河社区村、石盤村、石竜村、石廟村、黄石村、白塔村。[2]